# Schloss Haselbach (Haselbach)

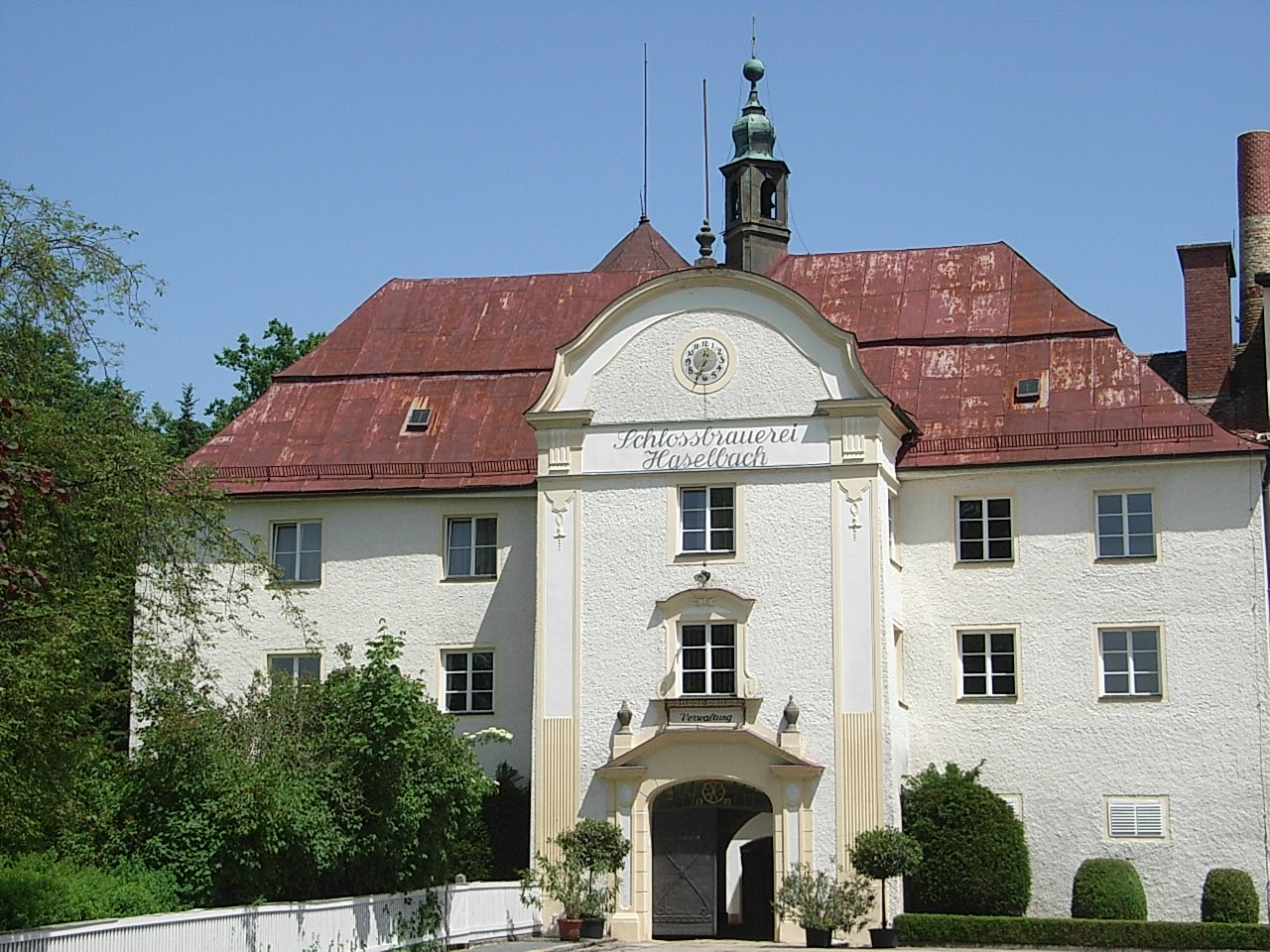
Der Eingang zum Schloss Haselbach

Schloss Haselbach ist ein Schloss in Haselbach in der niederbayerischen Gemeinde Tiefenbach im Landkreis Passau. Die Anlage ist unter der Aktennummer D-2-75-151-13 ein denkmalgeschütztes Baudenkmal, ferner wird sie als Bodendenkmal unter der Aktennummer D-2-7346-0064 mit der Beschreibung „untertägige mittelalterliche und frühneuzeitliche Befunde und Funde im Bereich des ehem. Hofmarkschlosses von Haselbach und seiner Vorgängerbauten“ geführt.

## Geschichte
Haselbach liegt zwischen Tiefenbach und Ruderting. Etwa in der Ortsmitte des Dorfes befindet sich der Schloss- und Brauereikomplex. Der genaue Ursprung des heutigen Schlosses ist nicht bekannt, das Gebiet kam wohl 1207 in das Eigentum der Herren von Hals.
Seit dem Ende des 14. Jahrhunderts saßen auf der damaligen Burg die Ritter von Pfeil. Nach deren Aussterben im Mannesstamm kam 1624 Johann Sigmund von Kading, der die Erbtochter Afra heiratete, in den Besitz der Herrschaft. Seit 1630 waren der Herrschaft Haselbach Braugerechtsame, Wildbahn und Jagdrecht gegeben. Im Dreißigjährigen Krieg wurde das Schloss 1633 von schwedischen Truppen verwüstet.

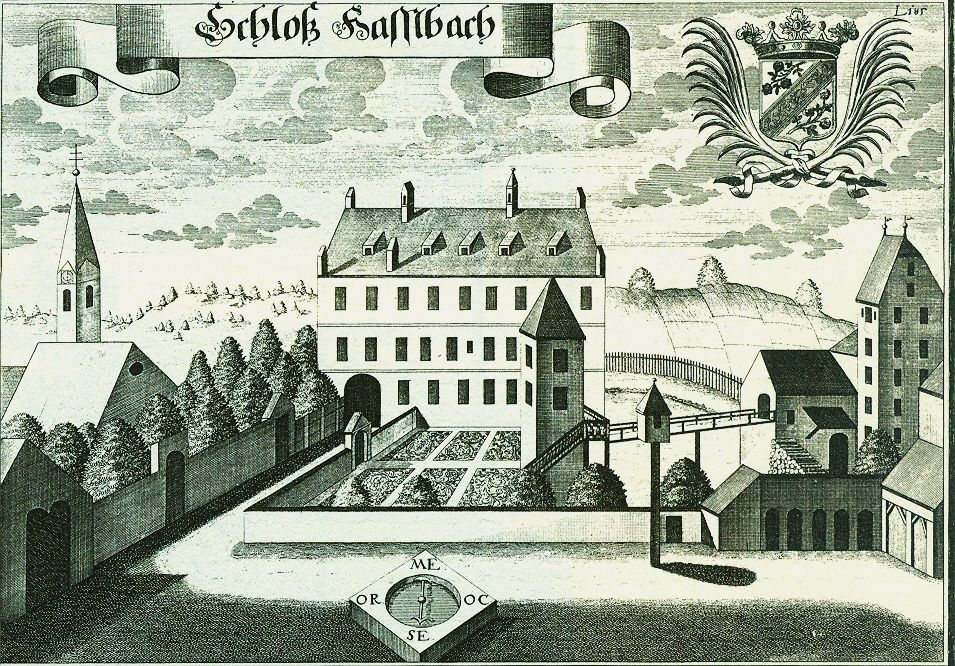
Schloss Haselbach nach einem Stich von Michael Wening

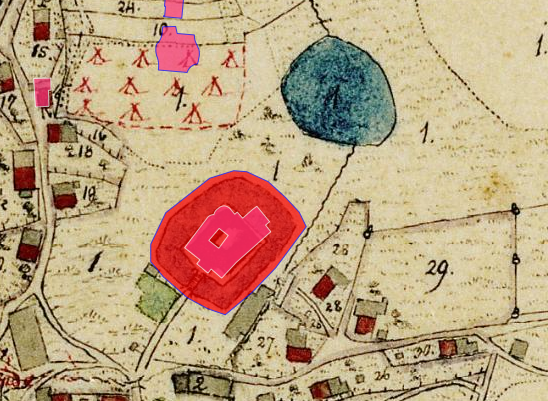
Schloss Haselbach auf dem Urkataster von Bayern

Der Wiederaufbau ging langsam voran und wurde erst 1725 unter Johann Franz Martin von Kading abgeschlossen. Damit erhielt das Schloss im Wesentlichen seine heutige Gestalt. 1748 starben die Kadinger aus. Neue Besitzer wurden die Freiherrn von Seitz, nach 1810 erhielt durch Heirat ein Baron von Schönbrunn zu Mattau das Schloss.
1818 kam Schloss Haselbach in bürgerlichen Besitz und wurde in eine Brauerei umgewandelt. 1871 ging die Anlage in die Hände der Familie Stockbauer über. Die Schlossbrauerei Haselbach wurde 2001 von der Löwenbrauerei Passau übernommen.

## Baubeschreibung
Die Gebäude der vierflügeligen Anlage gruppieren sich um einen mit Lauben umlaufenen Innenhof. Den Eingang bildet ein mit Schweifgiebeln verzierter Risalit. An der Nordwestecke befindet sich ein aus Bruchstein gemauerter, spätmittelalterlicher Rundturm mit Helmdach und rudimentär erhaltenen Verteidigungsanlagen. Das Schloss ist für die Öffentlichkeit nicht zugänglich.